# Alte Brücke (Rorbas-Freienstein)

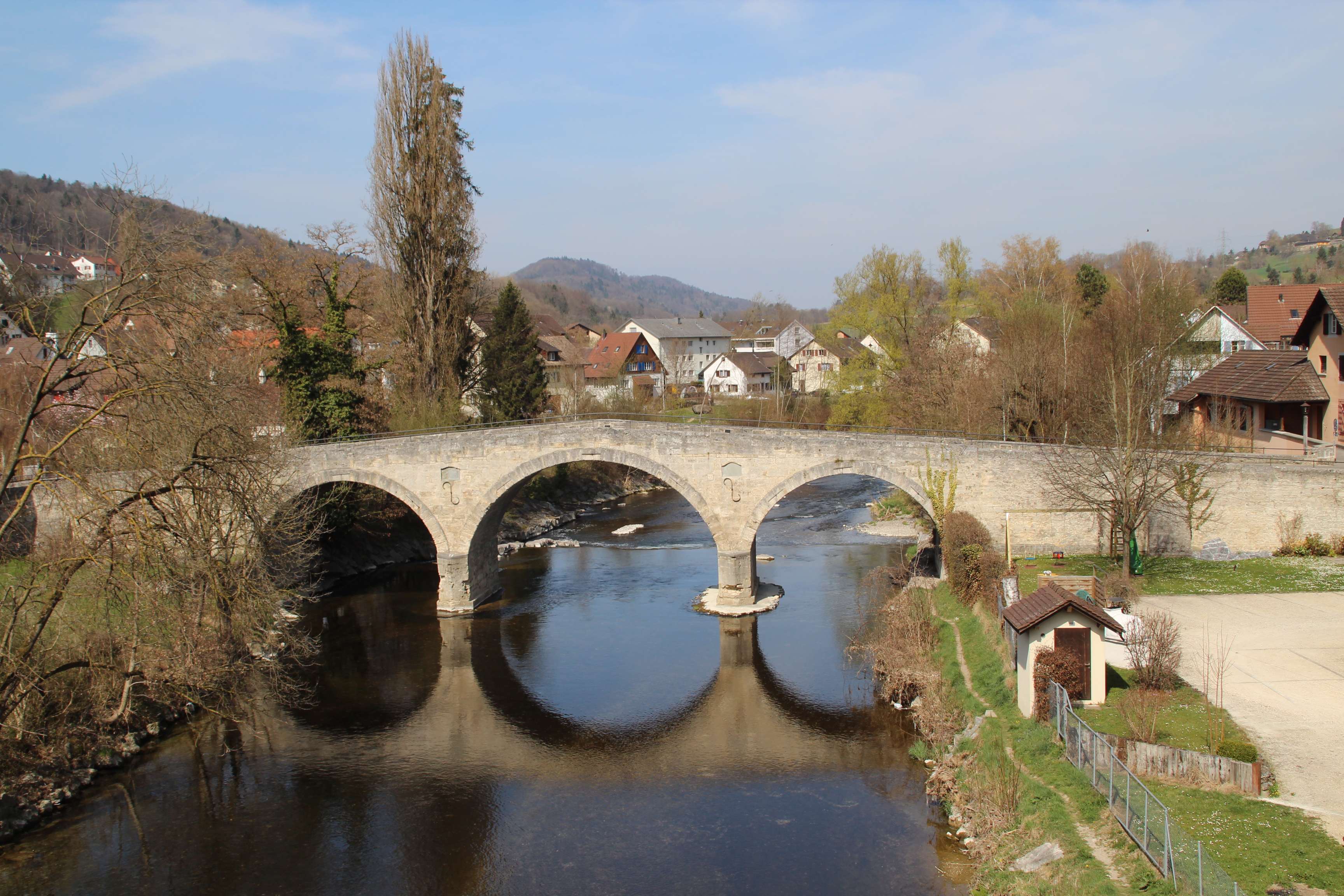
Alte Brücke

Die Alte Brücke (auch Tössbrücke, Alte Tössbrücke, Römerbrücke oder Alti Brugg genannt) verbindet die Dörfer Rorbas und Freienstein im Kanton Zürich.
Vor 1806 stand an der Stelle der Tössbrücke der grosse Steg über die Töss, der 1521 erstmals urkundlich erwähnt wird. Ein Hochwasser um 1551 beschädigte ihn stark. In den kriegerischen Auseinandersetzung zwischen den Österreichern und Franzosen wurde er um 1799 ganz zerstört. Nach Plänen von Baumeister Johannes Volkart wurde 1806 bis 1808 die neue Tössbrücke gebaut. Die Steinbogenbrücke ist die älteste bestehende Tössbrücke und zugleich die einzige Mauerwerksbrücke über den Fluss. Ihr Baumaterial stammt zu einem wesentlichen Teil aus der Ruine Freienstein. Eine Renovierung fand 1961 und 1994 statt. Heute steht sie unter dem Schutz des Bundes.